# Gratte-ciel stalinien
 (mars 2025).

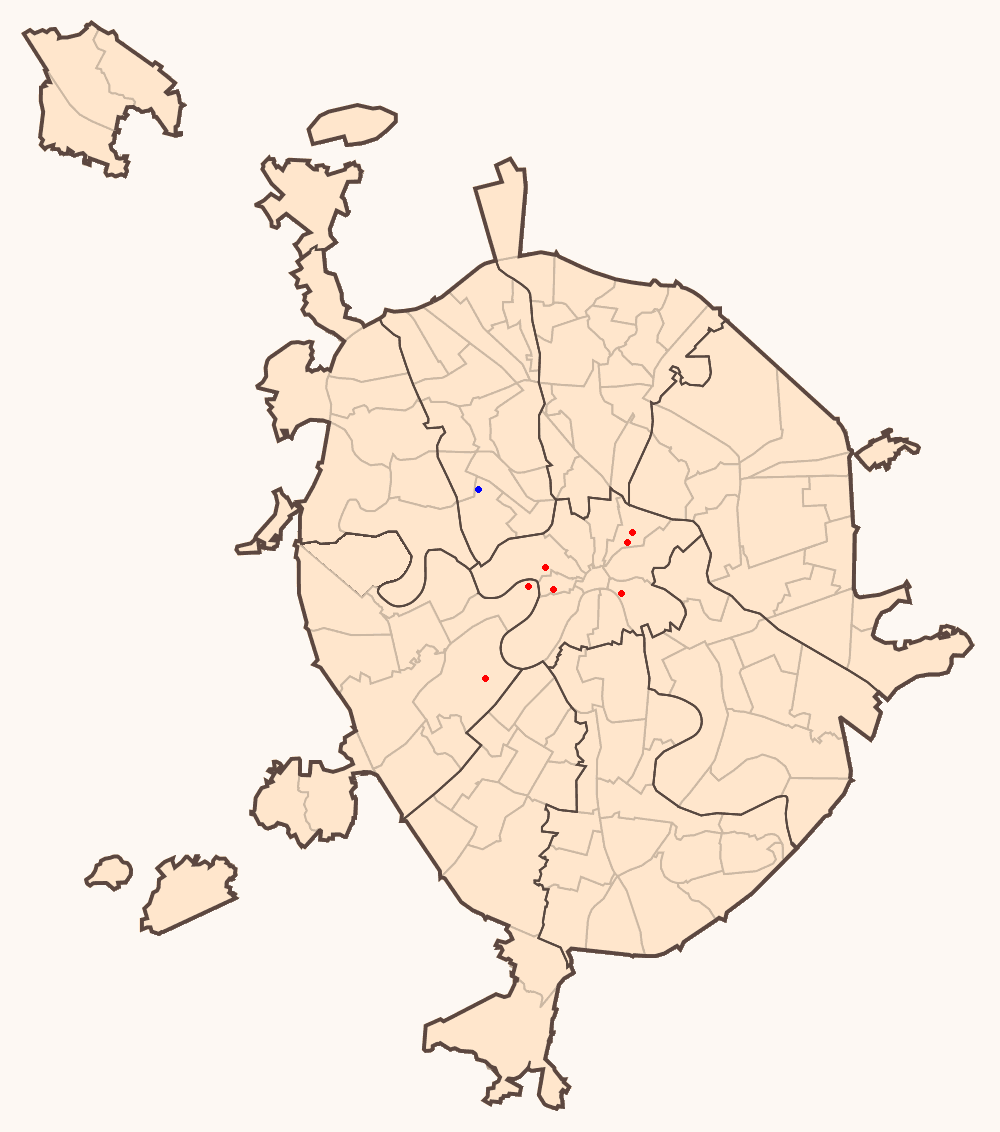
Emplacement des « Sept Sœurs » (en rouge) et du palais du Triomphe (en bleu).

Les gratte-ciel staliniens (en russe : Сталинские высотки) ou « pyramides de Staline », également appelés les Sept Sœurs sont un ensemble d'édifices construits au lendemain de la Seconde Guerre mondiale à l'initiative de Joseph Staline. Celui-ci projeta l'édification de huit gratte-ciel à Moscou afin de symboliser les huit cents ans de la capitale (1147-1947). Sept furent finalement construits de 1952 à 1955, ils sont surnommés les « Sept Sœurs de Moscou ».
Hors de la capitale russe, d'autres gratte-ciel du même style soreal, copies plus ou moins conformes de l'université Lomonossov, furent édifiés à Varsovie en Pologne, Prague en Tchécoslovaquie, Bucarest en Roumanie, Sofia en Bulgarie, Riga en Lettonie et Shanghai en Chine.
Enfin, les années 2000 virent émerger un style « néostalinien », aboutissant à la construction de nouveaux gratte-ciel et notamment à l'édification à Moscou du palais du Triomphe, « la huitième sœur de Staline ».

## Historique

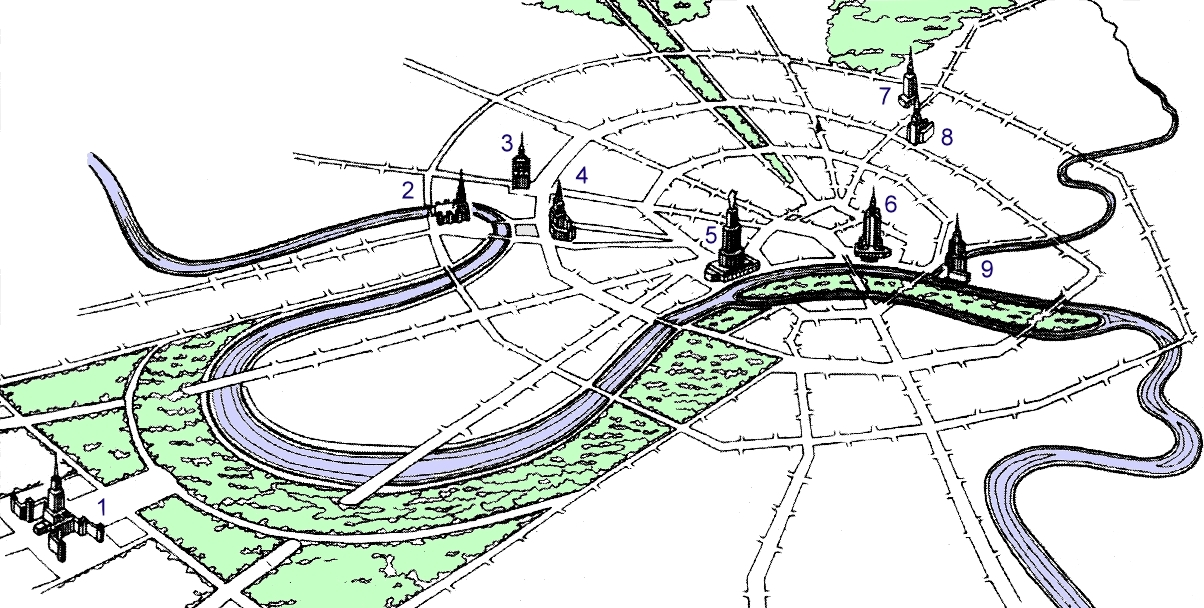
Plan de construction.

Après la victoire de l'Union soviétique sur l'Allemagne nazie, Staline lança l'ambitieux plan des Vyssotnyé Zdania (Высотные здания), aussi appelés Vyssotki (Высотки), qu'on peut traduire par « bâtiments de grande hauteur ». En russe, les deux appellations font référence au mot vyssoko qui veut dire « haut ». À l'origine, huit gratte-ciel étaient prévus, symbolisant les huit cents ans de la capitale (1147-1947) : les sept gratte-ciel moscovites actuels et un qui n'a jamais été construit, l'immeuble Zariadié imaginé par Dmitri Nikolaïévitch Tchetchouline.
D'autres gratte-ciel staliniens furent également construits hors de la capitale russe, mais généralement dans des proportions plus réduites. Hors de Moscou, les seuls édifices comparables, du point de vue du gigantisme, furent le Palais de la culture et de la science édifié à Varsovie en 1954 selon les plans de l'architecte Lev Roudnev et le Palais du Peuple édifié à Bucarest entre 1984 et 1989 sur les plans de l'architecte Anca Petrescu, qui est à la fois le plus grand et le plus récent de tous les gratte-ciels de style stalinien.

## Caractéristiques

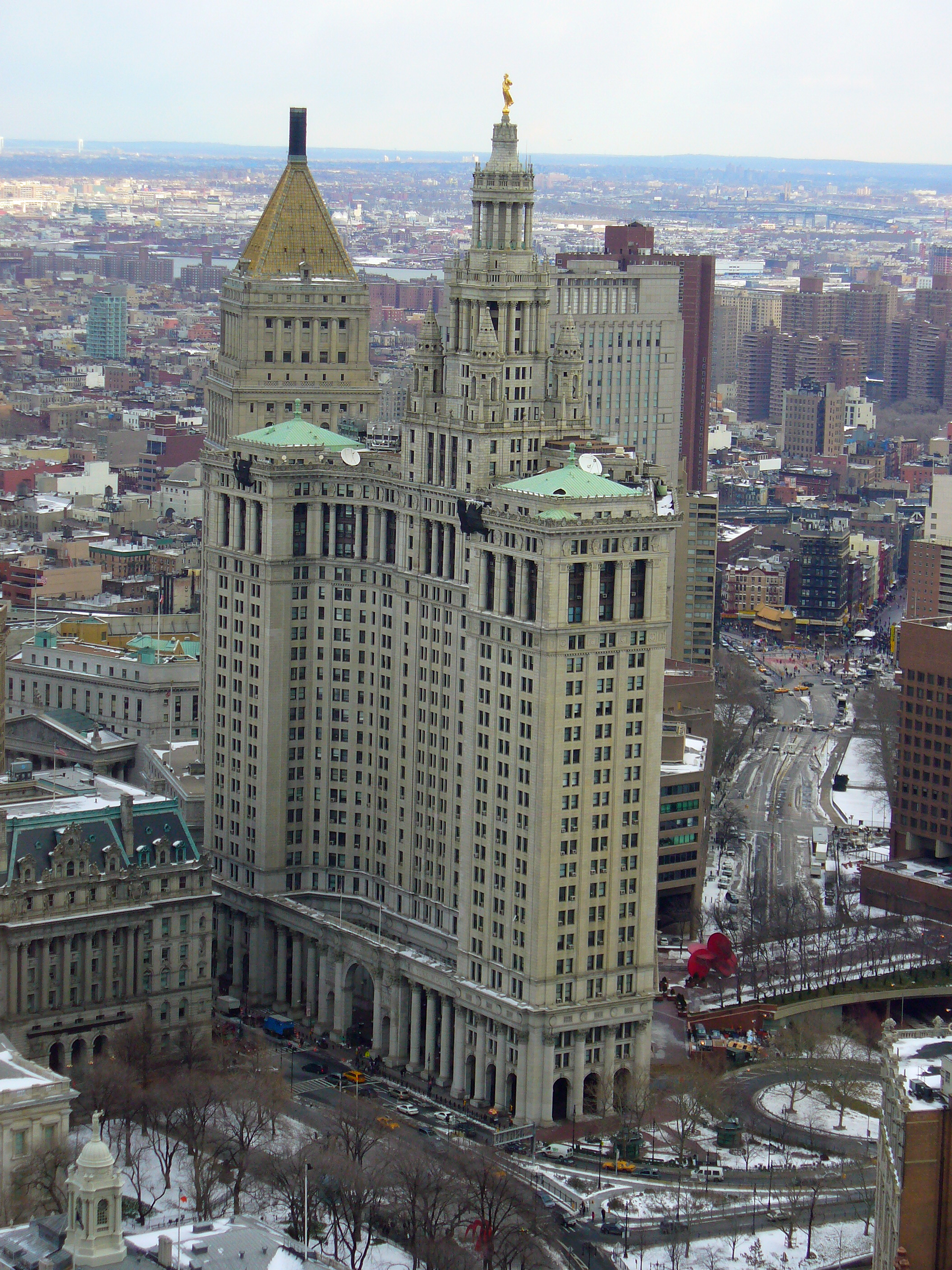
Manhattan Municipal Building à New York.

Conformément au mot d'ordre de l'époque « le communisme doit rattraper et dépasser le capitalisme ! », ces bâtiments sont conçus pour fournir une image grandiose et glorieuse de la supériorité du communisme. Alors que le capitalisme construit des édifices verticaux pour des raisons purement économiques — économiser l'emprise au sol pour maximiser la rentabilité de ses gratte-ciel —, le socialisme doit prendre le contrepied et « mettre l'architecture au service du peuple ».
Leur aspect si caractéristique en fait des symboles de la capitale russe et, hors de celle-ci, de la période communiste. Massive, l'architecture stalinienne construit dans un style éclectique qui puise à plusieurs sources dont celle des gratte-ciel américains comme le Manhattan Municipal Building (1912) tout en niant s'être inspirés de ce modèle honni.
Les formes massives sont variées, mais des caractéristiques sont constantes : alignement des fenêtres, forme générale pyramidale avec tours étagées en hauteur, décoration sculptée ou peinte, colossale, conforme aux poncifs du réalisme socialiste, et flèche élevée sur la tour la plus haute, surmontée d'une étoile rouge. On aime aussi à les parer de colonnades ou de pilastres titanesques. L'emplacement des bâtiments, au croisement des axes radiaux et des boulevards, était destiné à structurer l'espace urbain.
Les immeubles d'habitation pouvaient contenir jusqu'à 800 appartements pour 3 550 personnes ; ils étaient destinés à loger luxueusement les apparatchiks de la nomenklatura et à leur fournir sur place tous les services : magasins, restaurants, garderies, salons de coiffure, bibliothèques…. Cette conception inspirée par l'idéologie collectiviste a également présidé le réaménagement de la Stalinalee (Berlin-Est) et du boulevard de la Victoire du Socialisme (Bucarest).

## Liste des bâtiments

### Les «Sept Sœurs» moscovites
| Nom                                                                                  | Nom en russe                                                   | Hauteur | Étages | Station de métro adjacente | Année de construction | Photographie |
| ------------------------------------------------------------------------------------ | -------------------------------------------------------------- | ------- | ------ | -------------------------- | --------------------- | ------------ |
| Bâtiment principal de l'Université Lomonossov à Moscou (Université d'État de Moscou) | Главное здание Московского государственного университета (МГУ) | 240 m   | 36     | Ouniversitet               | 1953                  |              |
| Hôtel Ukraine                                                                        | Гостиница « Украина »                                          | 198 m   | 29     | Kievskaïa                  | 1955                  |              |
| Ministère des Affaires étrangères                                                    | Министерство иностранных дел России (МИД)                      | 172 m   | 27     | Smolenskaïa                | 1953                  |              |
| Immeuble d'habitation sur la berge Kotelnitcheskaïa                                  | Жилой дом на Котельнической набережной                         | 176 m   | 26     | Taganskaïa                 | 1952                  |              |
| Tour du ministère soviétique de l'industrie lourde                                   | Административно-жилое здание                                   | 133 m   | 24     | Krasnye Vorota             | 1953                  |              |
| Immeuble d'habitation sur la place Koudrinskaïa                                      | Жилой дом на Кудринской площади                                | 160 m   | 22     | Krasnopresnenskaïa         | 1954                  |              |
| Hôtel Leningrad                                                                      | Гостиница « Ленинградская »                                    | 136 m   | 17     | Komsomolskaïa              | 1953                  |              |

### Hors de Moscou
| Pays               | Ville    | Nom                                                                  | Hauteur | Étages | Station de métro adjacente | Année de construction | Photographie |
| ------------------ | -------- | -------------------------------------------------------------------- | ------- | ------ | -------------------------- | --------------------- | ------------ |
| Chine              | Shanghai | Shanghai Exhibition Center                                           | 110 m   | 17     | Jing'an Temple             | 1959                  |              |
| Lettonie           | Riga     | Palais de la Culture et de la Science (Riga)                         | 108 m   | 21     | -                          | 1955                  |              |
| République tchèque | Prague   | Hôtel Crowne Plaza                                                   | 88 m    | 16     | Dejvická                   | 1952-1954             |              |
| Pologne            | Varsovie | Palais de la culture et de la science (Pałac Kultury i Nauki (PKiN)) | 231 m   | 42     | Centrum                    | 1955                  |              |
| Bulgarie           | Sofia    | Largo                                                                | 40 m    | 10     | Serdica                    | 1955                  |              |
| Roumanie           | Bucarest | Casa Scînteii                                                        | 104 m   | 15     | M6 Piata Presei Libere     | 1957                  |              |
| Roumanie           | Bucarest | Palais du Peuple                                                     | 86 m    | 16     | M1 et M3 Izvor             | 1989                  |              |

## Le style néostalinien
Cette architecture naguère passée de mode, mais symbolique de la ville de Moscou a parfois été remise à la mode dans les années 2000 avec la réalisation de quelques gratte-ciel qui s'inspirent du style stalinien avec notamment la présence d'une grande flèche centrale.
- L'Edelweiss construite à Moscou et terminée en 2003. Elle abrite 444 logements et comprend deux flèches. L'immeuble a été surnommé la 8e sœur de Staline s'ajoutant aux sept sœurs des années 1950

- Le palais du Triomphe (Триумф-Палас) construit à Moscou et terminé en 2005 qui était fin 2009 le deuxième plus haut immeuble d'Europe. L'immeuble de logement de grand standing a parfois également été surnommé la 8e sœur de Staline.

- Le Triomphe d'Astana à Astana au Kazakhstan construit en 2006 a également été conçu dans un style qui correspond au style stalinien. C'est également un immeuble de logement. Sa hauteur est de 142 mètres.